# アンギオスタチン
アンギオスタチン(Angiostatin)は、ヒトを含めたいくつかの動物種で見られるタンパク質である。内因性の血管新生阻害剤であり、現在、抗癌治療への利用についての臨床試験が行われている。

## 構造
アンギオスタチンは、より大きなタンパク質であるプラスミン（これ自体がプラスミノーゲンの断片である）の38kDaの大きさの断片である。3つから5つの隣接クリングルドメインを含む。それぞれのモジュールは、2つの小さなβシートと3つのジスルフィド結合を持つ。

## 生成
アンギオスタチンは、例えば、細胞外のホスホグリセレートキナーゼによるジ
スルフィド結合の還元を含む、プラスミノーゲンの自己タンパク質分解によって生成される。さらに、アンギオスタチンは金属プロテアーゼ、エラスターゼ、前立腺特異抗原、13kDaのセリンプロテアーゼまたは24kDaのエンドペプチダーゼによるプラスミノーゲンの切断でも生じる。

## 生理活性
アンギオスタチンは、アンギオモチンや内皮細胞表面のATPシンターゼだけではなく、インテグリン、アネキシンII、c-Met受容体、NG2プロテオグリカン、組織型プラスミノーゲン活性化因子、コンドロイチン硫酸プロテオグリカン、CD26等、多くのタンパク質を結合することが知られている。さらに、アンギオスタチンの小断片は、この他にもいくつかのタンパク質に結合する。活性の機構には未だかなりの不明な点があるが、内皮細胞の移動の阻害やアポトーシスの拡大、誘導が関わっているようであり、アンギオスタチンの活性は、機械的性質と酸化還元的性質に関わっているという提案もある。